# Warlock (film din 1959)
Warlock (titlul original: în engleză Warlock)  este un film western american, 
realizat în 1959 de regizorul Edward Dmytryk, o adaptare după romanul omonim finalist la Premiul Pulitzer al scriitorului Oakley Hall, protagoniști fiind actorii Richard Widmark, Henry Fonda. Anthony Quinn și Dorothy Malone. 

## Distribuție
- Richard Widmark – Johnny Gannon
- Henry Fonda – Clay Blaisedell
- Anthony Quinn – Tom Morgan
- Dorothy Malone – Lily Dollar
- Dolores Michaels – Jessie Marlow
- Wallace Ford – judecătorul Holloway
- Tom Drake – Abraham ”Abe” McQuown
- Richard Arlen – Bacon
- DeForest Kelley – Curley Burne
- Regis Toomey – dl. Skinner
- Vaughn Taylor – Henry Richardson
- Don Beddoe – doctorul Wagner
- Whit Bissell – Petrix, bancherul
- Bartlett Robinson – Buck Slavin
- Frank Gorshin – William ”Billy” Gannon, fratele lui Johnny
- June Blair – o fată din sala de dans
- Robert Adler – Foss (neacreditat)
- Joel Ashley – Murch (neacreditat)
- Don 'Red' Barry – Edward Calhoun (neacreditat)
- Wally Campo – Barber (neacreditat)
- Harry Carter – Bartender (neacreditat)
- Paul Comi – Luke Friendly (neacreditat)
- Walter Coy – șeriful delegat Roy Tompson (neacreditat)
- Sheryl Deauville – o fată din sala de dans (neacreditat)
- Ann Doran – dna. Richardson (neacreditat)
- David Garcia – George ”Pony” Benner (neacreditat)
- Sol Gorss – Bob Nicholson (neacreditat)
- J. Anthony Hughes – Shaw (neacreditat)
- Roy Jenson – Hasty (neacreditat)
- L.Q. Jones – Fen Jiggs (neacreditat)
- Stan Kamber – Hutchinson (neacreditat)
- Gary Lockwood – membru al bandei (neacreditat)
- Ian MacDonald – MacDonald (neacreditat)
- Robert Osterloh – profesorul (neacreditat)
- James Philbrook – Cade (neacreditat)
- Hugh Sanders – șeriful Keller (neacreditat)
- Roy N. Sickner – Bush (neacreditat)
- Mickey Simpson – Fitzsimmons (neacreditat)
- Bert Stevens – Townsman (neacreditat)
- Joe Turkel – Chet Haggin (neacreditat)
- Tom Wilson – Townsman (neacreditat)
- Harry Worth – Burbage (neacreditat)

## Lansare
Filmul Warlock a avut premiera în Statele Unite pe data de 15 aprilie 1959.
În România premiera filmului a avut loc la data de 14 noiembrie 1966 la cinematografele „Sala Palatului”, „Patria”, „Feroviar”,  „Excelsior” și „Melodia” din capitală.